# Superligaen 1999-2000
La Superligaen 1999-2000 è stata la 87ª edizione della massima serie del campionato di calcio danese e 10ª come Superligaen, disputata tra il 24 luglio 1999 e il 28 maggio 2000 e conclusa con la vittoria del Herfølge, al suo primo titolo.
La formula del torneo prevedeva che tutte le squadre si incontrassero tra di loro per tre volte.
Il capocannoniere del torneo è stato Peter Lassen del Silkeborg IF con 16 reti.

## Classifica finale
|    | Classifica   | G  | V  | N  | P  | GF | GS | DR  | Pti |
| -- | ------------ | -- | -- | -- | -- | -- | -- | --- | --- |
| 1  | Herfølge     | 33 | 16 | 8  | 9  | 52 | 49 | +3  | 56  |
| 2  | Brøndby      | 33 | 15 | 9  | 9  | 56 | 37 | +19 | 54  |
| 3  | AB           | 33 | 14 | 10 | 9  | 52 | 35 | +17 | 52  |
| 4  | Viborg FF    | 33 | 15 | 7  | 11 | 56 | 50 | +6  | 52  |
| 5  | Aalborg      | 33 | 12 | 13 | 8  | 57 | 40 | +17 | 49  |
| 6  | Silkeborg IF | 33 | 13 | 10 | 10 | 49 | 33 | +16 | 49  |
| 7  | Lyngby       | 33 | 14 | 5  | 14 | 51 | 55 | -4  | 47  |
| 8  | FC København | 33 | 12 | 8  | 13 | 44 | 37 | +7  | 44  |
| 9  | Odense (*)   | 33 | 11 | 10 | 12 | 42 | 44 | -2  | 43  |
| 10 | AGF          | 33 | 9  | 9  | 15 | 36 | 55 | -19 | 36  |
| 11 | Vejle        | 33 | 7  | 11 | 15 | 38 | 68 | -30 | 32  |
| 12 | Esbjerg (*)  | 33 | 8  | 4  | 21 | 40 | 70 | -30 | 28  |

(*) Squadre neopromosse

## Verdetti
- Herfølge Campione di Danimarca 1999/00.
- Herfølge ammesso al terzo turno preliminare della UEFA Champions League 2000-2001.
- Brøndby ammesso al secondo turno preliminare della UEFA Champions League 2000-2001.
- AB e Viborg FF ammesse alla Coppa UEFA 2000-2001
- Aalborg e Silkeborg IF ammesse alla Coppa Intertoto 2000
- Vejle e Esbjerg retrocesse.